# Rincón de Rodríguez
Rincón de Rodríguez är ett samhälle i kommunen Luvianos i delstaten Mexiko i Mexiko. Rincón de Rodríguez hade 112 invånare vid folkräkningen år 2020.